# Chamovniki
Il quartiere Chamovniki (in russo Район Хамовники?) è un quartiere di Mosca sito nel Distretto Centrale. Sorge su un'ansa della Moscova, che lo circonda a sud, ovest e nord.
Il nome deriva dalla parola cham (хам), che nel russo del XV secolo indicava la biancheria di lino. Sull'area sorgeva allora la sloboda dei tessitori di lino, di cui molti erano immigrati dalla vicina Tver'. All'epoca dello zar Michele di Russia erano una congregazione tenuta in gran conto, esentata da alcuni doveri e sottoposta ad una tassazione ridotta, tuttavia ai tessitori non era permesso vivere fuori dalla propria sloboda.
Ospita numerosi luoghi d'interesse, tra cui il Museo delle belle arti A. S. Puškin e il convento di Novodevičij.